# Roulans
Roulans est une commune française située dans le département du Doubs, la région culturelle et historique de Franche-Comté et la région administrative Bourgogne-Franche-Comté.
Les habitants sont nommés Roulanais et Roulanaises.

## Géographie

### Climat
Pour des articles plus généraux, voir Climat de la Bourgogne-Franche-Comté et Climat du Doubs.
En 2010, le climat de la commune est de type climat de montagne, selon une étude du Centre national de la recherche scientifique s'appuyant sur une série de données couvrant la période 1971-2000. En 2020, Météo-France publie une typologie des climats de la France métropolitaine dans laquelle la commune est exposée à un climat semi-continental et est dans la région climatique  Jura, caractérisée par une forte pluviométrie en toutes saisons (1 000 à 1 500 mm/an), des hivers rigoureux et un ensoleillement médiocre. 
Pour la période 1971-2000, la température annuelle moyenne est de 10,2 °C, avec une amplitude thermique annuelle de 17,2 °C. Le cumul annuel moyen de précipitations est de 1 210 mm, avec 13,2 jours de précipitations en janvier et 10,2 jours en juillet. Pour la période 1991-2020, la température moyenne annuelle observée sur la station météorologique de Météo-France la plus proche, « Pouligney », sur la commune de Pouligney-Lusans à 3 km à vol d'oiseau, est de 10,9 °C et le cumul annuel moyen de précipitations est de 1 214,6 mm. 
La température maximale relevée sur cette station est de 40 °C, atteinte le 25 juillet 2019 ; la température minimale est de −23 °C, atteinte le 20 décembre 2009,,. 
Les paramètres climatiques de la commune ont été estimés pour le milieu du siècle (2041-2070) selon différents scénarios d'émission de gaz à effet de serre à partir des nouvelles projections climatiques de référence DRIAS-2020. Ils sont consultables sur un site dédié publié par Météo-France en novembre 2022.

## Urbanisme

### Typologie
Au 1er janvier 2024, Roulans est catégorisée bourg rural, selon la nouvelle grille communale de densité à 7 niveaux définie par l'Insee en 2022.
Elle est située hors unité urbaine. Par ailleurs la commune fait partie de l'aire d'attraction de Besançon, dont elle est une commune de la couronne,. Cette aire, qui regroupe 310 communes, est catégorisée dans les aires de 200 000 à moins de 700 000 habitants,.

### Occupation des sols
L'occupation des sols de la commune, telle qu'elle ressort de la base de données européenne d’occupation biophysique des sols Corine Land Cover (CLC), est marquée par l'importance des forêts et milieux semi-naturels (51,6 % en 2018), une proportion identique à celle de 1990 (51,6 %). La répartition détaillée en 2018 est la suivante : 
forêts (51,6 %), terres arables (17,2 %), prairies (13,8 %), zones agricoles hétérogènes (9,9 %), zones urbanisées (7,5 %). L'évolution de l’occupation des sols de la commune et de ses infrastructures peut être observée sur les différentes représentations cartographiques du territoire : la carte de Cassini (XVIIIe siècle), la carte d'état-major (1820-1866) et les cartes ou photos aériennes de l'IGN pour la période actuelle (1950 à aujourd'hui).

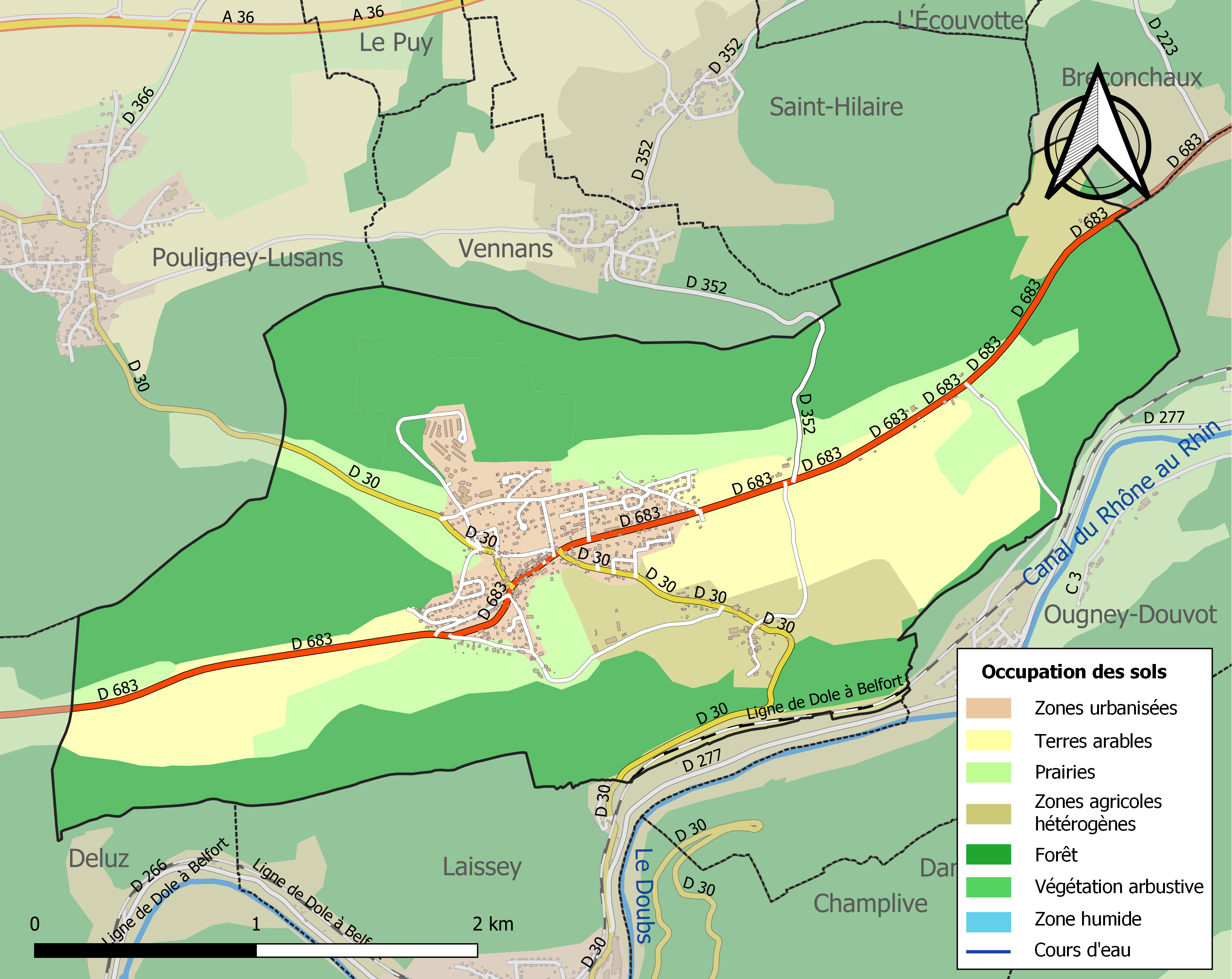
Carte des infrastructures et de l'occupation des sols de la commune en 2018 (CLC).

## Toponymie
Roullans, Ruillans au Xe siècle ; Rolans en 1086 ; Rollens en 1092 ; Rollans en 1148 ; Rulens en 1195 ; Rolans en 1223 ; Roulans depuis 1279.

## Histoire

### Seigneurs
La seigneurie directe de Roulans, à l'origine Rollens, fut au XIIe siècle la possession des seigneurs de La Roche par le mariage de Sybille, dame de Roulans, avec Pons Ier. La famille de La Roche transmit ses droits par filiation aux de Ray, un de ses rameaux.
Mais la situation féodale est en réalité plus compliquée : il y avait au moins deux châteaux donc sans doute plusieurs seigneuries, et la famille de Roulans qu'on vient d'évoquer avait pour suzerains les sires de Montfaucon, qui accédèrent au comté de Montbéliard et transmirent, sans doute par des mariages précisés à l'article Jean de Vienne note 2), leurs droits sur Roulans à la fameuse Maison de Vienne (branche de Mirebel-en-Montagne).
Ainsi Guillaume Ier ou II de Vienne, † 1360, fils cadet de Jean Ier de Vienne de Mirebel-en-Montagne et frère cadet de Vauthier/Gauthier Ier de Vienne seigneur de Mirebel-en-Montagne, est seigneur de Roulans ; il épouse Claudine/Marguerite dame de Chaudenay, Chevigny et Corcelles-en-Malvaux, d'où :
Jean de Vienne (1341-1396, tué à Nicopolis), amiral de France, fut sire de Roulans durant la Guerre de Cent Ans ; il fut aussi seigneur de Chevigny et de Chevigny-Saint-Sauveur (ce dernier fief : cédé en 1362). L'amiral Jean épousa en mars 1356 Jeanne d'Oiselay (branche bâtarde des comtes de Bourgogne) dame de Bonnencontre et probablement de Clervans/Clairvans, d'où postérité.

### Période contemporaine
La commune de Roulans a été l'épicentre du tremblement de terre du 23 février 2004.

## Héraldique
Blason de la commune
| Blason de Roulans | Blason  | De gueules à la bande d'argent.                  |
| Blason de Roulans | Détails | Le statut officiel du blason reste à déterminer. |

Blason des comtes de Vienne
| Image | Nom de la famille, blasonnement             | Devise             |
| ----- | ------------------------------------------- | ------------------ |
|       | Maison de Vienne De gueules, à l'aigle d'or | Tout bien à Vienne |

## Politique et administration
| Période                                  | Période                     | Identité                                      | Étiquette | Qualité                                              |
| ---------------------------------------- | --------------------------- | --------------------------------------------- | --------- | ---------------------------------------------------- |
| av.1988                                  | ?                           | Georges Mailley                               |           | Suppléant du député UDF Michel Jacquemin (1988-1993) |
|                                          |                             |                                               |           |                                                      |
| mars 2001                                | En cours (au 1er juin 2020) | Alain Jacquot, Réélu pour le mandat 2020-2026 | PS        | Retraité                                             |
| Les données manquantes sont à compléter. |                             |                                               |           |                                                      |

## Démographie
L'évolution du nombre d'habitants est connue à travers les recensements de la population effectués dans la commune depuis 1793. Pour les communes de moins de 10 000 habitants, une enquête de recensement portant sur toute la population est réalisée tous les cinq ans, les populations de référence des années intermédiaires étant quant à elles estimées par interpolation ou extrapolation. Pour la commune, le premier recensement exhaustif entrant dans le cadre du nouveau dispositif a été réalisé en 2006.

En 2022, la commune comptait 1 122 habitants, en évolution de −0,09 % par rapport à 2016 (Doubs : +1,88 %, France hors Mayotte : +2,11 %).
| 1793 | 1800 | 1806 | 1821 | 1831 | 1836 | 1841 | 1846 | 1851 |
| ---- | ---- | ---- | ---- | ---- | ---- | ---- | ---- | ---- |
| 340  | 423  | 393  | 378  | 627  | 676  | 691  | 700  | 674  |

| 1856 | 1861 | 1866 | 1872 | 1876 | 1881 | 1886 | 1891 | 1896 |
| ---- | ---- | ---- | ---- | ---- | ---- | ---- | ---- | ---- |
| 624  | 554  | 462  | 487  | 435  | 458  | 427  | 422  | 424  |

| 1901 | 1906 | 1911 | 1921 | 1926 | 1931 | 1936 | 1946 | 1954 |
| ---- | ---- | ---- | ---- | ---- | ---- | ---- | ---- | ---- |
| 426  | 412  | 422  | 409  | 362  | 399  | 385  | 358  | 426  |

| 1962 | 1968 | 1975 | 1982 | 1990 | 1999  | 2006  | 2011  | 2016  |
| ---- | ---- | ---- | ---- | ---- | ----- | ----- | ----- | ----- |
| 440  | 504  | 599  | 710  | 957  | 1 005 | 1 012 | 1 123 | 1 123 |

| 2021  | 2022  | - | - | - | - | - | - | - |
| ----- | ----- | - | - | - | - | - | - | - |
| 1 125 | 1 122 | - | - | - | - | - | - | - |

## Lieux et monuments
- L'église Saint-Michel, avec son clocher comtois au toit de tuiles vernissées, recèle plusieurs tableaux recensés dans la base Palissy : Jésus et la Samaritaine, Christ en croix, Couronnement de sainte-Thérèse, sainte Marie l'Egyptienne.
- La chapelle Notre-Dame-d'Aigremont. Construite sur le pic culminant à 557 mètres et qui a supporté un château, signalé dès 1105 dans une bulle du pape Pascal II, dont il ne subsiste aucune trace.
- Le château de Roulans, dont les ruines médiévales, le jardin paysager, les terrasses sud, le sous-sol et les vestiges archéologiques qu'il renferme font l'objet d'une inscription au titre des Monuments historiques depuis le 28 décembre 1995[20].

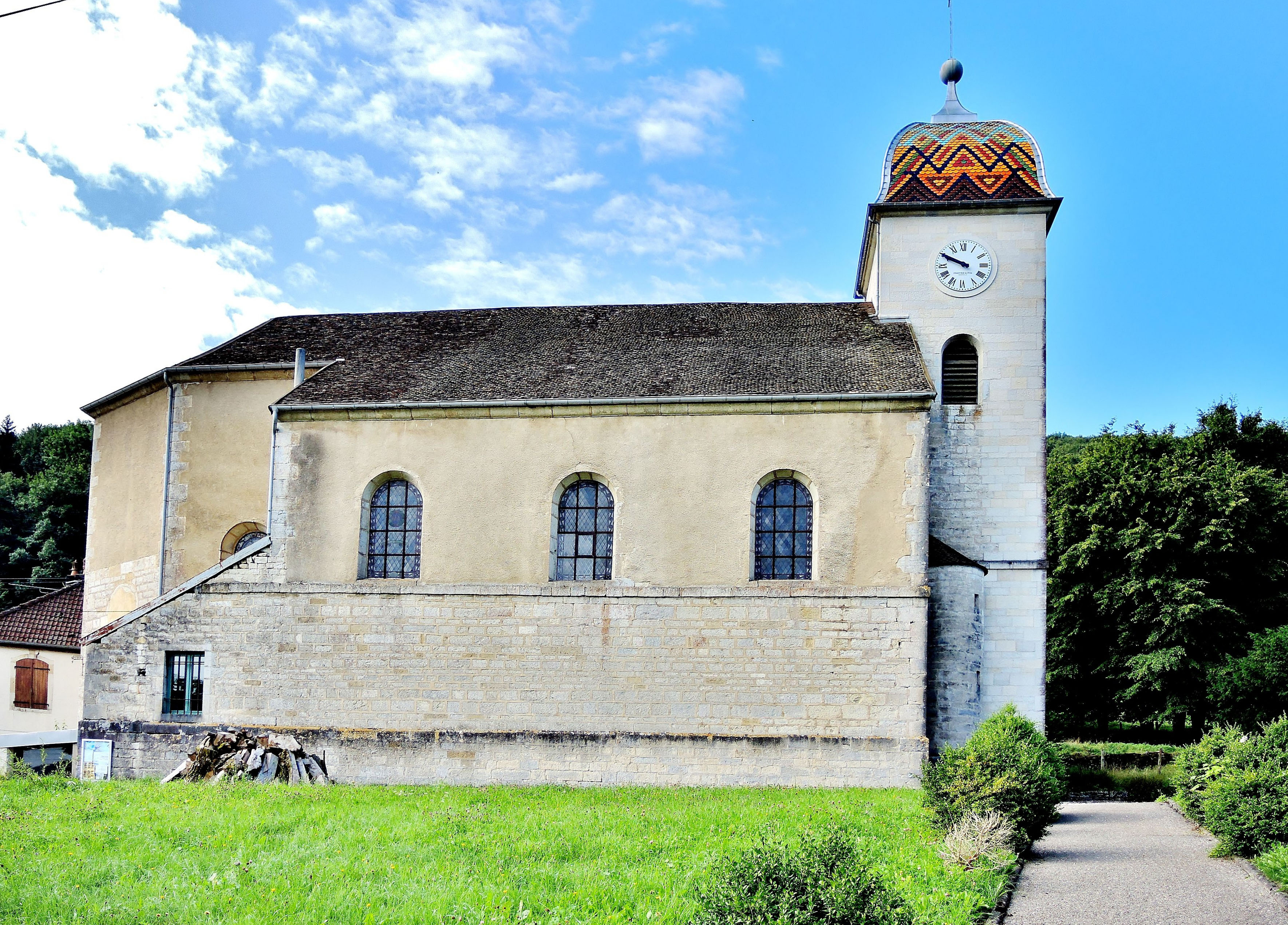
L'église Saint-Michel.
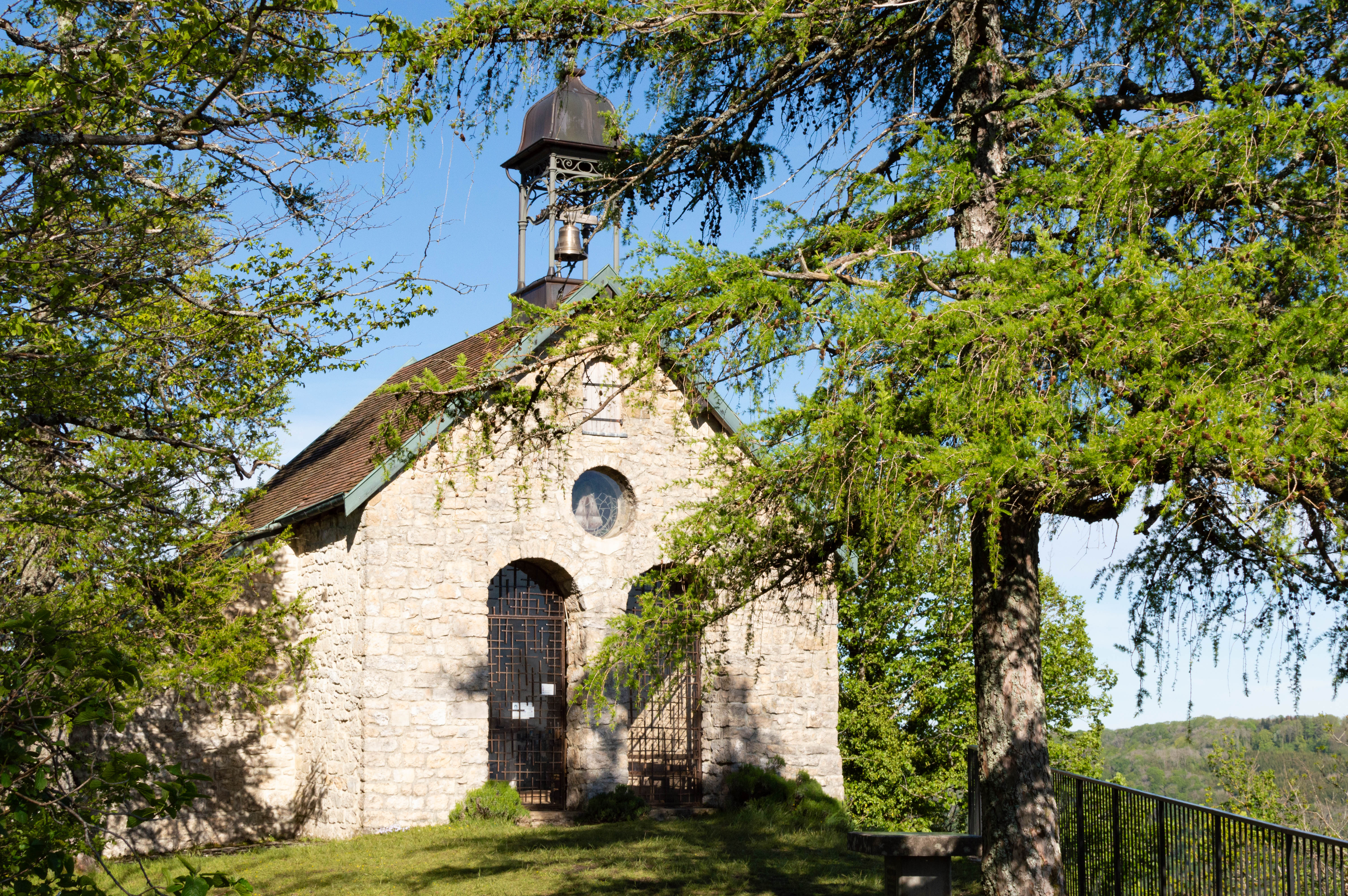
La chapelle Notre-Dame d'Aigremont.
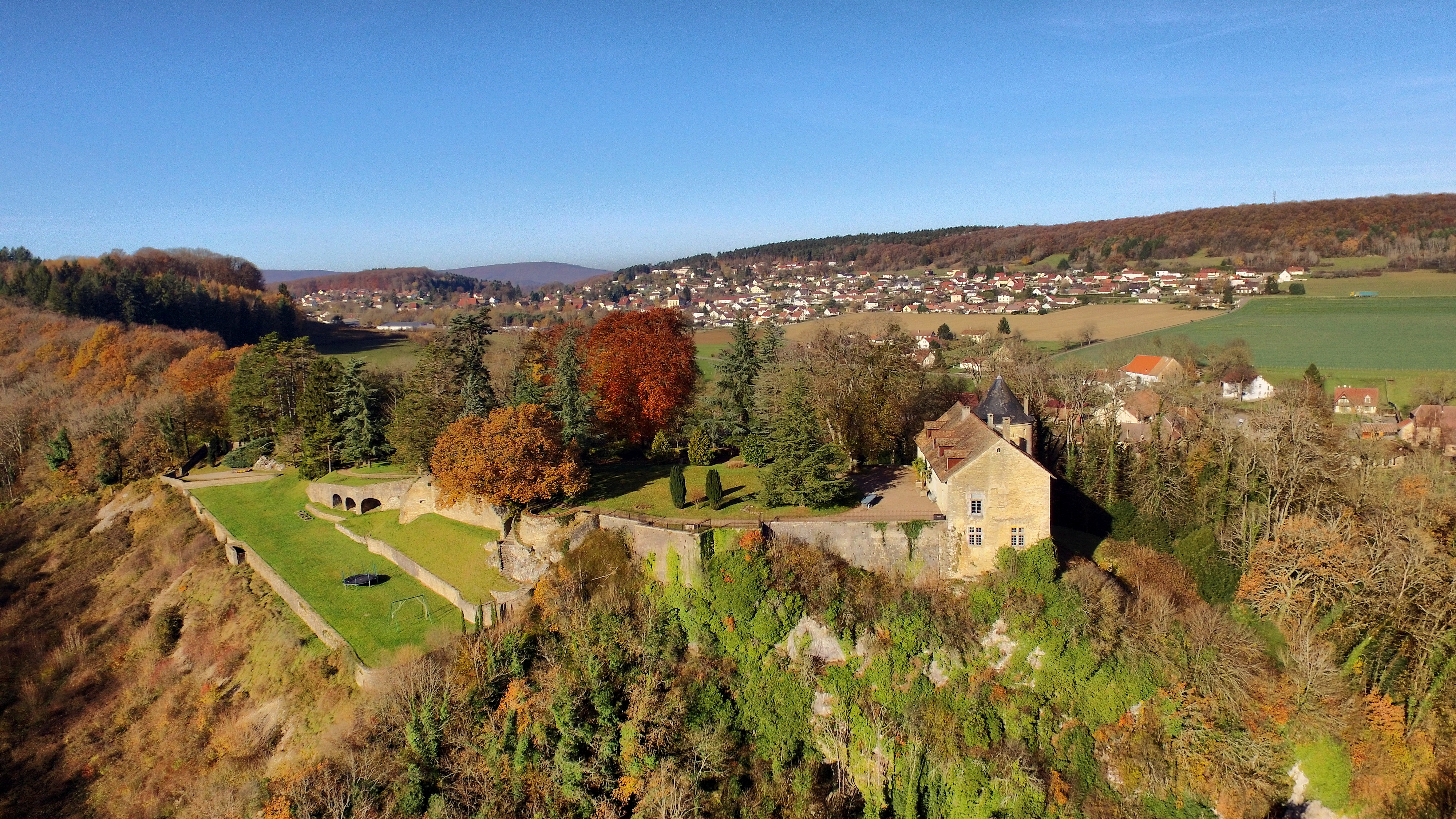
Le château de Roulans.
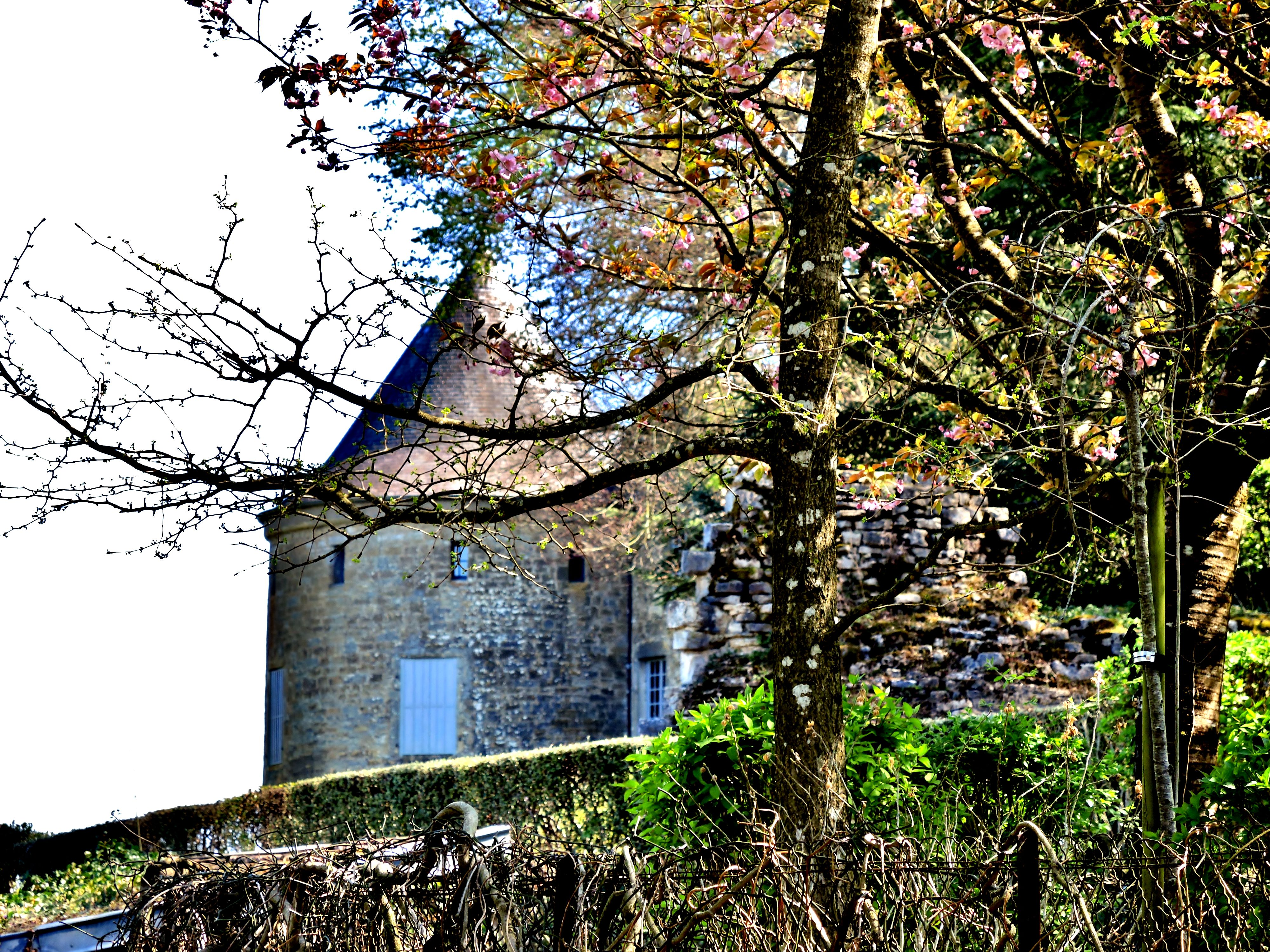
Une des tours du château de Roulans.

## Personnalités liées à la commune
- Claude Joseph Bonaventure Perreciot (Roulans le 11 août 1728 - Roulans le 12 février 1798). L'un des hommes les plus érudits de Franche-Comté au XVIIIe siècle. Après des études à l'université de Besançon il fut reçu avocat au Parlement de cette ville puis devint procureur du roi auprès de la maîtrise des Eaux et Forêts de Baume-les-Dames, élu maire de cette ville en 1765. Écrivain, il fut chargé en 1789 de la rédaction des cahiers de doléances du bailliage puis élu l'année suivante membre du Conseil général du département du Doubs. Victime des excès de la Révolution alors qu'il était juge de paix du canton de Roulans depuis 1792, il fut arrêté et emprisonné comme suspect en juin 1793. Libéré à la chute de Robespierre, il revint à Roulans où il est inhumé dans l'église[13].